# Mauke
Maʻuke (chiamata tradizionalmente dai suoi abitanti anche Akatokamanava "posto del mio cuore") è un'isola appartenente all'arcipelago delle Isole Cook, localizzato 76 km a sud-est di Atiu.